# Startup
Startup nebo také start-up je podnikatelský subjekt, typicky popsaný jako nově založená či začínající společnost, která se na základě inovativní podnikatelské koncepce za použití vyspělých technologií rychle vyvíjí a má velký potenciál hospodářského růstu. V současné době však neexistuje jedna ucelená, mezinárodně uznávaná definice startupu.

## Definice startupu
Termín startup se poprvé objevil ve spojitosti s nově budovanými společnostmi v roce 1976, kdy ho použil ve svém článku americký magazín Forbes. Popularizace tohoto termínu však přišla až v době internetové horečky ve druhé polovině 90. let (1996–2001), kdy vznikalo ve Spojených státech mnoho společností v rámci rozmachu internetu. Velkou roli v tom hrálo kalifornské Silicon Valley, které již v té době bylo považováno za jedno z nejvíce inovativních míst na naší planetě.
Rozmach, který započal v 90. letech, však od té doby nepolevil. Naopak se úspěšně rozšiřuje do celého světa, když za startupová centra jsou považovány nejen již zmíněné Silicon Valley, ale také Seattle, New York, Los Angeles, Boston, Tel Aviv, Londýn, Chicago, Berlín, Singapore a další.
Jednoduchá definice startupu je problematická, protože různé zdroje uvádějí různé příklady, viz níže zmíněné definice (české i přeložené z angličtiny):
- "Startup je pojem označující nově vznikající projekt či začínající firmu, často ještě ve fázi tvorby podnikatelského záměru."[3] Penizeprofirmy.cz
- "Startup je společnost zabývající se problémem, pro který neexistuje v současné době jednoznačné řešení a jehož úspěšné vyřešení není zaručeno."[4] Neil Blumenthal, spoluzakladatel a výkonný ředitel Warby Parker
- "Startup je stav mysli, kdy lidé vědomě vymění pocit stability za příslib potenciálního rychlého růstu s možností okamžitého dopadu."[4] Adora Cheung, spoluzakladatelka a výkonná ředitelka Homejoy
- "Startup je společnost v začátcích svého podnikání. Takovéto společnosti často spoléhají na kapitál od svých zakladatelů, kteří se snaží zpeněžit produkt či službu, o které si myslí, že je po nich poptávka. Z důvodu malých tržeb či velkých nákladů je v delším časovém horizontu většina těchto společností odkázána k zániku či dodatečnému financování ze strany investorů."[5] Investopedia.com
- (Je to) počáteční fáze existence podniku, kdy se podnikatel snaží rychle přejít z fáze nápadu k zajištění financování a vytváří základní strukturu budoucího podnikání."[6] Businessdictionary.com
- „Startup je společnost designovaná pro rychlý růst."[7] (z ang. "Start-up is a company designed to grow fast.”) Paul Graham, anglický vědec zabývající se počítači
- „Startup je uvedení do provozu nového produktu nebo služby, vytvořených v podmínkách extrémní nejistoty.“ Eric Ries, The Lean Startup, 2011, ISBN 0307887898.

### Startup v České republice
V České republice se za startup zpravidla označuje podnikatelský záměr, jenž se nachází alespoň ve stádiu nápadu, který má potenciál být zpeněžen a který se snaží inovativně řešit situaci na trhu či podnikatelský problém. Startupem pak může být jakákoliv nově začínající společnost, především technologického zaměření, jenž se snaží problémy řešit místně a časově inovativním způsobem.
Za startup se již nepovažuje podnikatelský záměr, kterému se povedlo úspěšně projít všemi fázemi existence startupu (Early Stage > Seed > Growth > Startup). Společnost, která prošla všemi fázemi, je pak zpravidla považována za již plnohodnotnou soukromou obchodní společnost.
Z výše uvedených definic by se dalo shrnout: „Startup je nově založená společnost, vyvíjející produkt nebo službu, které jsou místně a časově unikátní. Jedinečným a inovativním způsobem řeší daný problém, má potenciál rychlého růstu z hlediska výše tržeb a počtu i kvality zákazníků. Stojí především na zakladatelích a většinou pro svůj další růst a uvedení produktu nebo služby na trh potřebuje finanční investici.“

### Úspěšné startupy v České republice
Medzi úspěšné české startupy patří Kiwi.com a Prusa Research. Kiwi.com, který byl založený v Brně v roce 2012, se rychle stal prominentním hráčem ve světě cestování díky svému inovativnímu vyhledávači letenek. Tento růst vedl k tomu, že firma vedla v Deloitte Technology Fast 50 jako nejrychleji rostoucí technologická společnost ve střední Evropě s růstem přes 7000%.
Prusa Research, založená Josefem Průšou, se proslavila výrobou vysoce kvalitních 3D tiskáren pro hobby trh. Nedávno firma rozšířila své působení o akvizici většinového podílu ve společnosti Trilab, která se specializuje na průmyslové 3D tiskárny, což rozšiřuje její dosah i do korporátního sektoru.

### Vlastnosti startupů
Důležité náležitosti startupu:
- Nově založená společnost
- Rychlý růst
- Vysoká rozšiřitelnost (z ang. scalability)
- Technologická společnost
- Nízké počáteční náklady
- Vyšší podnikatelské riziko (než u standardních firem)

Cílem startupu je snaha vyrůst co nejdříve v rentabilní, životaschopnou a stabilní společnost, kterou již dále za startup neoznačujeme.

## Fáze života startupu
Stejně jako definice pojmu je i pohled na fáze života startupu problematický. Zde jsou dva příklady rozdělení životního cyklu startupů:
1. Nápad – Podnikatel přijde na podnikatelský nápad. Prozatím skutečně pouze nápad. Jestliže se od nápadu nepřijde k realizaci, tak se stále jedná pouze o nápad. Nápad je tedy prvotní fáze života startupu. Samotný nápad bez projektu a obchodního plánu má jen malý potenciál pro investory.
2. Projekt – V momentě, kdy se na nápadu začne intenzivně pracovat se z něj stává projekt. V rámci projektu se pracuje na business plánu a již se podnikaní kroky k realizace nápadu, potažmo projektu. Projekt má s řádným obchodním plánem už zajímá určitou část investorů, přesto nemá velkou obchodní cenu.
3. Startup – V momentě, kdy je společnost natolik stabilní, aby se mohlo přistoupit k realizaci projektu se z něj stává startup. Startupem pak rozumíme rostoucí společnost, dlouhodobě stagnující společnost se za startup nepovažuje. Startup by již měl mít webové stránky, má hotový obchodní plán. Startupové společnosti jsou flexibilní, většinou se na startupu podílí tým lidí, který průběžně roste.

anebo podle Startup Xplore:
1. Počáteční fáze (z ang. Early Stage) – Prvotní fáze nápadu, kdy ještě neexistuje jasná organizační struktura společnosti. Zakladatelé early stage startupu se domnívají, že nalezli inovativní řešení nějakého problém či mezeru na trhu, jenž by se dala zpeněžit.
2. První investice (z ang. Seed) – nápad se podařilo přivést k životu a již existuje právně ustanovená společnost. Společnost se snaží uvést první prototypy svých výrobků či tržeb na trh
3. Růst (z ang. Growth) – Společnost již má hotový koncový výrobek a snaží se rychle růst a rozšířit se.
4. Startup – Plně rozvinutý podnikatelský nápad. Společnost již má jasnou strukturu, je stabilní a může pracovat na dalším růstu, který, když bude dále pokračovat, by měl vyústit v založení klasického podnikání. Startupem tak přestává být ta společnost, která naplní svou prvotní vizi (dosáhne svého cíle) či splatí své prvotní pohledávky investorům.

## Financování startupů
Jsou různé způsoby financování startupů. Jedná se především o:
- Investice ze strany zakladatelů
- Vstup investora do vlastnické struktury společnosti (obchodní společnost, investiční fond, andělský investor)
- Vložení investice investorem a podíl na zisku (obchodní společnost, investiční fond, andělský investor)
- Crowdfunding (klasický i ekvity crowdfunding)
- Startup akcelerátory a inkubátory (akcelerační programy pro rychlejší a snazší rozjezd podnikání)

Každá z těchto metod může, ale také nemusí zaručit úspěch zainvestované společnosti. Investoři bývají velmi opatrní, co se týká poskytování investic startupům. Investorem tedy rozumíme andělského Investora, investiční (kapitálový) fond, banku či podnikatelský inkubátor.

## Úspěšné startupy

### Ve světě
Nejúspěšnějším startupům se říká „unicorns“ (česky jednorožec). Toto pojmenování poprvé použil americký technicky zaměřený server TechCrunch.com v listopadu 2013. Jedná o označení startupových firem, které mají minimálně miliardové ohodnocení (min. 1 miliarda amerických dolarů). Jejich počet v současné době raketově roste, podle Wall Street Journal bylo v roce 2014 na světě 45 unicorns a v současné době (tj. květen 2016) jich je 147. Podle VentureBeat.com je těchto startupů 229 (tj. leden 2016). Mezi bývalé startupy se řadí i mezinárodní společnosti jako jsou:
- Facebook
- Google
- Apple
- Instagram

Momentálně nejhodnotnější startupy na světě podle Wall Street Journal (aktuální pořadí ke květnu 2016):
- Uber (USD 51.0 miliard)
- Xiaomi (USD 46.0 miliard)
- Airbnb (USD 25.5 miliard))
- Didi Chuxing (USD 25.0 miliard)
- Palantir (USD 20.0 miliard)
- Meituan-Dianping (USD 18.3 miliard)
- Snapchat (USD 16. miliard)
- WeWork (USD 16.0 miliard)
- Flipkart (USD 15.0 miliard)
- SpaceX (USD 12.0 miliard)

### V Česku
- Beat Saber – česká VR hudební hra
- Kiwi.com (dříve Skypicker) – vyhledávač levných letenek, Startup roku 2018 v ČR[13]
- Mews[14]
- Prusa Research – 3D tiskárny
- Rohlik.cz – online supermarket
- Rossum – extrakce informací z dokumentů s použitím umělé inteligence
- Stories – augmentovaná analytika
- STRV – vyvíjí mobilní a webové aplikace pro americké startupy
- Spendee – správa osobních a rodinných financí, Startup roku 2017 v ČR
- Ušetřeno.cz – webová aplikace, srovnává ceny energií, mobilních tarifů, bankovních produktů atd.